# Pristomyrmex levigatus
Pristomyrmex levigatus é uma espécie de formiga do gênero Pristomyrmex, pertencente à subfamília Myrmicinae.